# Clugin
Clugin é uma comuna da Suíça, no Cantão Grisões, com cerca de 30 habitantes. Estende-se por uma área de 2,47 km², de densidade populacional de 12 hab/km². Confina com as seguintes comunas: Andeer, Casti-Wergenstein, Donat, Pignia.
A língua oficial nesta comuna é o Alemão.